# Francesc II de Bretanya
Francesc II de Bretanya (Frañsez II en bretó), nascut el 23 de juny de 1433 al castell de Clisson i mort a Couëron el 9 de setembre de 1488, fou el darrer duc independent de Bretanya. Quart fill i únic fill supervivent de Ricard d'Étampes, fou comte titular d'Étampes i vivia a la cort de França quan va heretar el ducat de Bretanya i els comtats de Richmond i de Vertus.
L'ordre de successió al tron de Bretanya havia estat modificat pel primer Tractat de Guérande el 1365; per evitar tota discussió, fins i tot una nova crisi de successió, el duc Francesc I de Bretanya el va fer casar amb la seva filla gran Margarida de Bretanya, hereva segons la tradició anterior al tractat de Guérande.
Va accedir al tron el 1458 després de la mort dels seus cosins Francesc I i Pere II de Bretanya i del seu oncle Artur III de Bretanya, el conestable de Richemont.

## Govern de Bretanya

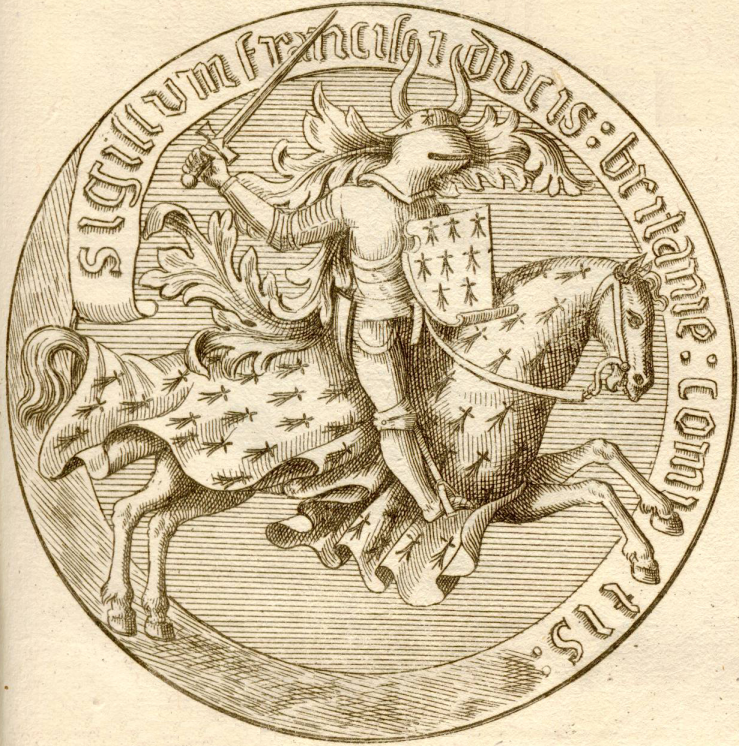
Segell del duc Francesc II

Francesc II es va interessar poc per la direcció dels afers. Assistia rarament al consell ducal que era el govern del ducat: entre 1459 i 1463 només hi va assistir tres vegades, i es va acontentar de ser mantingut al corrent de les decisions dels seus col·laboradors com el canceller Guillem Chauvin i el tresorer general Pierre Landais, que va esdevenir tot poderós de 1481 a 1485, i als quals va deixar governar com volguessin. Es queixava del temps que havia de passar signant actes administratius. El cronista bretó, Alain Bouchart, el descriu com feble de la seva persona i més feble encara del seu enteniment.
Preferia la vida de plaers d'un gran senyor del seu temps, gaudint principalment del plaers de les caceres, jocs i amb la seva favorita oficial Antonieta de Maignelais. Quan tants prínceps del seu segle arboraven divises bel·licoses o pretensioses, va fer gravar en una de les seves joies la divisa: No és de tresor que de gatzara.
Príncep del Renaixement abans d'hora, va fer realitzar importants treballs, que donaren al castell dels ducs de Bretanya l'essencial del seu aspecte actual.

## Política d'independència
Preocupat per obtenir una més àmplia autonomia per al ducat, Francesc II, en la imatge d'altres grans feudals, intenta oposar-se al poder reial que havia sortit debilitat dels llargs conflictes amb Anglaterra. Aquesta política es va traduir per la participació de Francesc II als complots (Lliga del Bé Públic i Guerra boja), contra Lluís XI de França i després durant la regència causada per la minoria de Carles VIII de França.
Va continuar la política dels Montfort que, en el moment de la Guerra dels Cent Anys, s'esforçaven a mantenir la neutralitat del ducat entre el partit anglès i el partit francès, no comprometent-se personalment, per un homenatge lligat, amb l'un o l'altre dels dos sobirans rivals.
A la petita ciutat de Vannes, escollida per a capital administrativa i residència principal per Joan IV el Conqueridor i Joan V l'Anglòfil, Francesc va preferir la gran ciutat comercial de Nantes, sobre el Loira (on s'havia criat) i més prop dels grans canals de comunicació. Hi trasllada la seva cort i la seva administració i hi funda el 1461, una universitat.
Va entrar diverses vegades en conflicte amb el rei de França (rebuig de l'administració reial, participació en aliances hostils al rei de França). En l'aspecte judicial, aprofitant la guerra boja, va establir el 1485 la «Cort dels interlocutoris» i transforma les sessions estacionals de justícia dels Estats de Bretanya en un Parlament assentat a Vannes. Les crides al Parlament de París, ja fortament travades, es feren llavors quasi impossibles.
Malgrat les seves posicions, Francesc II no va arribar mai a la ruptura completa amb el rei de França. Sobretot, li continua retent homenatge simple pel ducat de Bretanya, i lligat per a les seves altres possessions dins del regne. Va enviar fins i tot una delegació als Estats Generals de Tours el 1484.
Aquesta costosa política d'independència provocava dificultats al ducat, i els conflictes foren nombrosos amb la noblesa i la burgesia (l'afer Guillem Chauvin, annexió del comtat de Penthièvre, etc.). Tingué igualment per efecte el gravar les finances del ducat i doncs de sobrecarregar la fiscalitat, comprometent el redreçament econòmic començat després de la guerra dels Cent Anys de què es beneficiava el regne (una de les conseqüències de la pressió fiscal va ser la declaració d'independència de Saint-Malo el 1490). La participació en guerres desgraciades com la guerra boja contra els exèrcits reials comporta el descontentament d'una gran part de la noblesa bretona.

## Homenatge al rei

Blasó de Francesc II de Bretanya abans de ser duc de Bretanya

Duc sobirà, Francesc II portava com els seus predecessors una corona, encunyava moneda d'or i de plata, ennoblia, legitimava, designava als prelats bretons, segellava amb el segell de majestat, i tractava directament amb les potències estrangeres. Hi va afegir, agafat del dret romà i de la tradició francesa, el concepte de «lesa-majestat». Es declarava duc de Bretanya per la gràcia de Déu. Exercia així un ampli poder sobre el ducat de Bretanya i, si va haver de retre homenatge al rei de França el 1459 i 1461 per aquest feu i les seves possessions en la resta del regne, no fou, com els seus predecessors des de la guerra de successió de Bretanya, que un homenatge simple i no lligat, almenys per Bretanya, sent l'homenatge lligat limitat a les seves possessions fora de Bretanya. Això malgrat el fet que aquest homenatge simple no fos reconegut com tal pel rei de França.
Va fer també redactar per Pere le Baud una història impresa de llegendes de Bretanya, on l'origen de la seva dinastia era col·locat a Troia, argument per discutir la llei Sàlica i el poder reial. La llengua bretona fou llavors presentada com la llengua original dels troians.

### Conflictes amb el rei de França
Encara que convidat, no va assistir a la coronació de Lluís XI de França a Reims, refusant el collaret de l'ordre de Saint-Michel que li proposava Lluís XI (i les restriccions que allò hauria implicat), solemnitzant en resposta una mica més el seu propi orde de l'ermini esdevinguda Ordre de l'ermini i de l'espiga. Confrontat a les maniobres de l'"aranya universal" va participar com a reacció a aliances diplomàtiques de les quals el rei de França fou exclòs, o fins i tot que li eren hostils. Va fer fins i tot guerres contra el rei de França, teòricament el seu senyor feudal. Va enviar no obstant una delegació, encara que poc nombrosa, als estats generals de Tours.

## Dificultats interiors
Feble de caràcter, no volia imposar-se ni als seus consellers, ni als seus barons. El 1373, Joan IV de Bretanya havia hagut de marxar a l'exili per manca de suport de la seva alta noblesa. Aquest risc de rebel·lió tornava davant la incertesa de la successió bretona. La temptació d'un matrimoni prestigiós per a l'hereva Anna de Bretanya anava a l'una amb una aliança que el duc recercava per eludir la pressió diplomàtica i militar de Lluís XI. Aquesta aliança defensiva podia ser obtinguda al preu del matrimoni d'Anna amb un príncep estranger, frustrant així les ambicions creuades dels pretendents a aquesta successió. D'altra banda, la desconfiança de Francesc II per al vescomte de Rohan, la seva manca d'afinitat per als senyors bretons amb els quals no havia viscut la seva joventut, li feia preferir el consell de prínceps estrangers com el duc d'Orleans (futur Lluís XII de França), el príncep d'Orange, Alan d'Albret… i de simples burgesos bretons, entre els quals l'autoritari Pere Landais, odiat de l'aristocràcia, (aristocràcia de la qual una part, com el cap dels Rohan, o Madam de Laval, preceptora d'Anna, ha estat comprada per Lluís XI i després per Anna de Beaujeu, anomenada regenta a la mort del seu pare). Els rancors nascuts de la seva política van crear la desconfiança dels nobles cap a Francesc II i per això el suports que li van oferir eren febles.

## La crisi de successió
L'absència de descendència masculina feia preveure dificultats per a la successió, i accentuava les dissensions internes al ducat. La família dels Rohan pretenia descendir dels antics reis de Bretanya, el vescomte Joan II de Rohan es creia el més ben col·locat per recollir l'heretatge de Bretanya. Amb el suport del mariscal de Rieux (Joan IV de Rieux) i d'una part de l'alta aristocràcia bretona, va proposar casar els seus dos primers fills (Francesc i Joan) amb les dues filles de Francesc II. El duc rebutja aquest projecte. El rei de França Lluís XI havent recomprat a l'última descendent dels Penthièvre, la comtessa Nicolasa de Châtillon, esposa de Joan de Brosse, els seus drets pretesos al ducat, el tribunal de França comptava amb aquest element per discutir la successió de Francesc II cap a les seves filles. A Montargis el 1484, la regenta de França Anna de Beaujeu es va trobar amb cinc rebels a l'autoritat de Francesc II, que reconegueren a Carles VIII de França per hereu de Bretanya en absència d'un hereu mascle. Poc després, aquesta conjuració aristocràtica eliminava a Pere Landais, penjat el 19 de juliol de 1485, i el reemplaçava per un triumvirat format pel príncep d'Orange, el mariscal de Rieux i el senyor de Lescun (tots signataris a Montargis). Tanmateix, arribats al poder, es van separar del compromís de Montargis i seguiren la mateixa política d'independència que Landais.
El 1486, per precaució, Francesc II va fer reconèixer les seves filles Anna (1477- 1514) i Isabel, hereves del ducat als Estats reunits en Vannes, inclosos els signataris del tractat de Montargis. Però nombrosos nobles bretons conservaren interessos importants del costat francès, fent-los la tria més difícil en cas de guerra.
A la seva mort el 1488 d'una caiguda de cavall, sembla que la seva diplomàcia, els seus exèrcits, la seva política interior i la seva política matrimonial havien fracassat. Malgrat un important esforç de modernització de l'estat, deixa un ducat profundament dividit, arruïnat per la guerra i del qual certes parts intentaran proclamar la seva independència (Saint-Malo), a les mans d'una nena menor - hereva del ducat pendent de casar-se - lligada pel tractat del Verger al rei de França.

## Guerres
Prosseguint l'obra dels seus predecessors i com els ducs de Borgonya, Francesc II va intentar mantenir la independència del ducat de Bretanya i va exhibir els atributs de la sobirania. Intenta construir aliances des de 1463 amb Borgonya, Anglaterra i grans prínceps francesos (les aliances dels quals es revelaren tan fràgils com la Lliga del Bé Públic (el 1465), a les que no va aportar més que una adhesió tardana i insuficient. Obtingué tanmateix pel tractat de Saint-Maur la renúncia de Lluís XI de França al dret de delecta sobre els bisbats bretons.
El 1468, Francesc II entra en campanya militar amb Carles de Guiena, germà segon de Lluís XI refractari a l'autoritat del rei, per a la conquesta de Normandia i del Poitou. Els seus èxits inicials van acabar malament i pel tractat d'Ancenis amb el rei Lluís XI de França, totes les seves accions foren anul·lades. La mort dels aliats de Francesc II el va privar de suports importants: Carles de Guiena, reconciliat amb el seu germà gran, va morir el 1472; el duc d'Alençon el 1476 i Carles el Temerari el 1477 (comportant la fi de Borgonya). Els anglesos ocupats per la guerra de les Dues Roses no van poder intervenir com anteriorment, mentre que l'Anjou, Maine i Provença foren integrats en el domini reial a la mort del Renat d'Anjou i els seus efímers successors. Aquestes desaparicions invertiren les relacions de força i permeteren al rei prendre la iniciativa.
Al tractat de Senlis acordat el 29 de setembre de 1475 i signat el 9 d'octubre de 1475, les seves temptatives d'independència foren un temps embridades: Francesc II es comprometia a sostenir el rei de França en les seves guerres, no li podria fer la guerra, i la seva política estrangera s'alinearia en la del rei. Aquest tractat fou confirmat pels d'Arràs (1482) i de Bourges (1485), amb tan poc d'èxit que el precedent.
El 1481, va oferir la seva filla i hereva Anna de Bretanya en matrimoni al príncep Eduard de Gal·les, fill del rei d'Anglaterra Eduard IV, però un important partit de bretons es va oposar a una nova ocupació anglesa, un segle després de la Guerra de successió.
L'assassinat del rei Eduard IV, i després del seu fill que fou rei algun temps el 1483 posaren fi a aquests plans. Les múltiples promeses de matrimoni de la seva hereva formaren l'espina dorsal de la seva diplomàcia, i els seus múltiples canvis no desanimaren als pretendents. El duc va intentar arreglar la seva successió casant la seva hereva amb Maximilià d'Habsburg sense l'acord del rei de França com s'havia convingut per tractat, comportant una nova campanya militar després de la seva mort.
El duc va participar en la guerra boja que va anar malament per a ell: la demanda de mobilització general de l'abril de 1487 fou un fracàs; la seva crida no fou només poc atesa, sinó que els nobles que hi van acudir es desbandaren al primer combat, resultat de la política interior desastrosa de Francesc II que li havia alienat una gran part de la noblesa bretona. Dues expedicions reials (1487 i 1488) i la derrota a Saint-Aubin-du-Cornier (Sant Albin-an-Hiliber) permeteren a la regenta de França Anna de Beaujeu exigir que la princesa Anna no fos casada sense l'assentiment de França (Tractat de Verger 1488).
Dos mesos després de la seva terrible derrota, Francesc II va morir d'una caiguda de cavall i va deixar una Bretanya endeutada, objecte d'una guerra que la va devastar durant dos anys. La seva filla fou la clau de les ambicions dels membres del seu cercle com de la regenta de França, Anna de Beaujeu. La filla de Lluís XI fou una regenta de ferro. Va pensionar un màxim de bretons i va obtenir verdaders fidels, dels quals Guillem Chauvin, Joan IV de Rieux i Lluís II de La Trémoille, a fi i efecte que el ducat de Bretanya no constituís una amenaça per al regne.

## Matrimonis i descendència

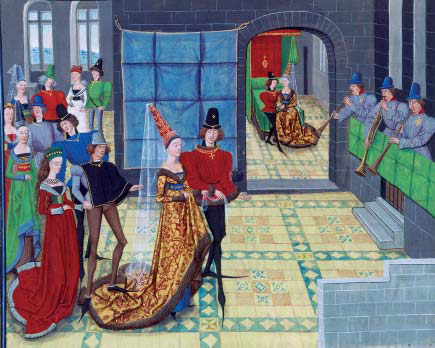
Matrimoni de Margarida de Bretanya i de Francesc II, al castell de l'ermini de Vannes

Es va casar en primeres noces a Vannes, el 13 o el 16 de novembre de 1455, amb Margarida de Bretanya (1443- 1469), filla gran del duc Francesc I, que no li donarà més que un fill, Joan, titulat comte de Montfort-l'Amaury, que no viurà més que del 29 de juny al 25 d'agost de 1463. Margarida va morir a Nantes el 25 de setembre de 1469.
Es va casar de nou a Clisson el 27 de juny de 1471 amb Margarida de Foix, dita «pit de llet», filla de Gastó IV de Foix-Bearn, comte de Foix, del qual va tenir:
- Anna (1477-1514), qui el va succeir;
- Isabel (1481-1490), hereva de sa germana fins a la seva mort prematura.

De la seva amant Antoinette de Maignelais (1420- 1474), va tenir: 
- Francesc I d'Avaugour (1462- després de 1494), comtat de Vertus, de Goëllo i baró d'Avaugour;
- Antoni (1463 - mort jove), baró d'Avaugour, senyor de Châteaufremont i d'Hédé;
- Una filla (nascuda en 1465 - morta jove);
- Un fill (nascut el 1466 - mort jove);
- Francesca (nascuda el 1473), qui resterà fins a la seva mort vers 1498 al seguici de la seva germanastra Anna

## Reconeixement

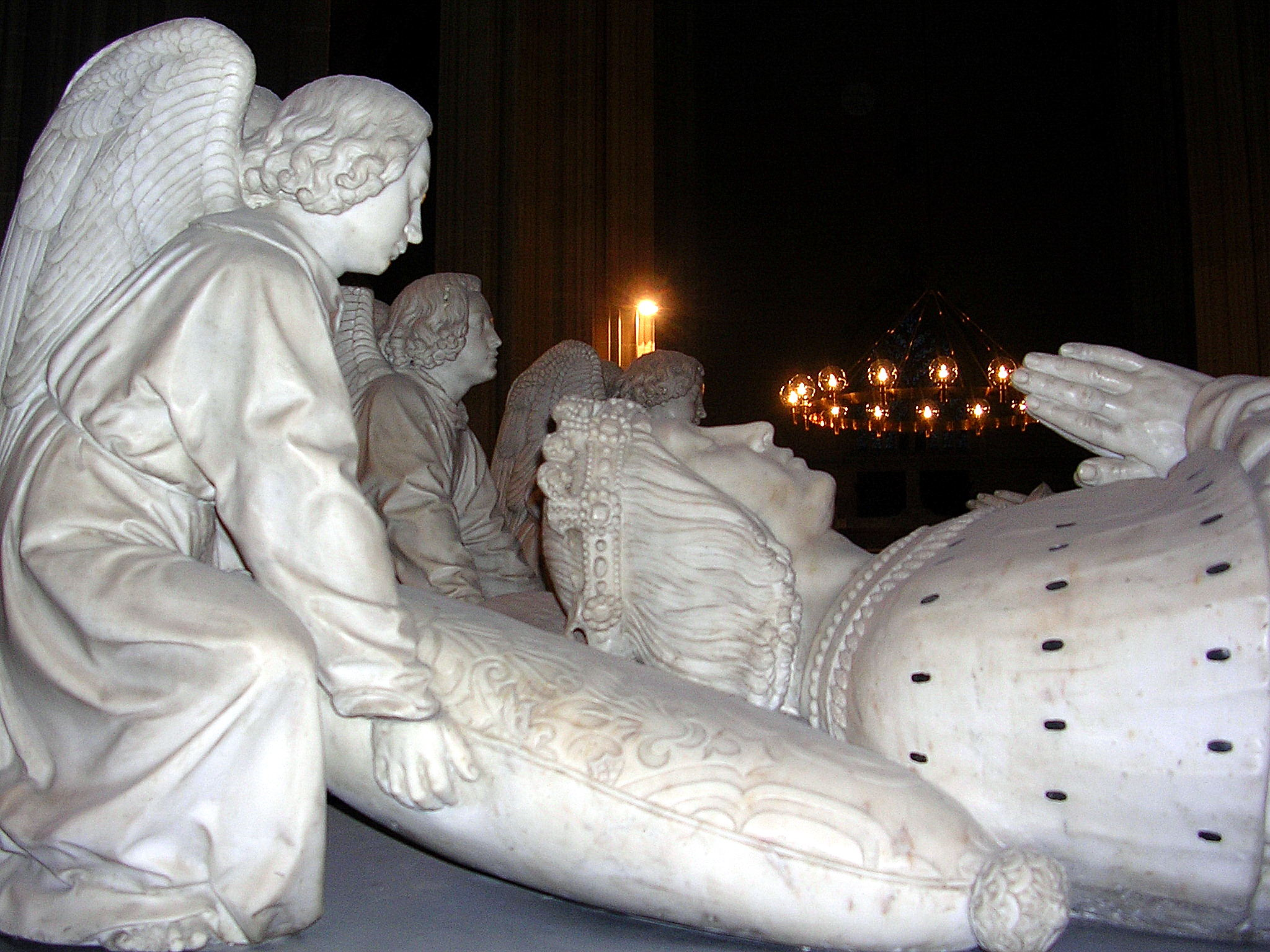
Estàtua jacent de Francesc II, catedral de Nantes

Es pot admirar al si de la catedral de Sant-Pere de Nantes, la tomba de Francesc II i de Margarida de Foix, realitzat al començament del segle xvi pels artistes francesos Michel Colombe i Joan Perréal, per encàrrec de la seva noia la duquessa Anna de Bretanya. El conjunt és considerat com una obra mestra de l'escultura bretona.